# Michelle Donelan
Michelle Donelan, née le 8 avril 1984 dans le Cheshire, est une femme politique britannique, membre du Parti conservateur. 
Elle est secrétaire d'État à la Science, à l'Innovation et à la Technologie du 7 février 2023 au 5 juillet 2024.
Elle est députée de la circonscription de Chippenham dans le Wiltshirede 2015 à 2024.
Elle est nommée secrétaire d'État à l'Éducation sous le Premier ministre Boris Johnson le 5 juillet 2022, avant de démissionner deux jours plus tard, dans le cadre d'une vague de démissions au sein du gouvernement.

## Jeunesse
Originaire du Cheshire, où ses parents vivent à Whitley, elle attire l'attention lorsqu'elle prend la parole lors d'une conférence du Parti conservateur à l'âge de quinze ans. Elle étudie pour un diplôme en histoire et en politique à l'Université d'York, puis se présente au Parlement aux élections générales de 2010 dans le siège sûr du parti travailliste de Wentworth et Dearne, remportant 7 396 voix (17,6%) contre les 21 316 du député travailliste John Healey (50,6%). Elle est ensuite sélectionnée comme candidate au Parlement pour Chippenham en février 2013.

## Carrière
Avant l'élection de 2015, elle fait carrière dans le marketing. Après sa sélection à Chippenham, elle devient administratrice de Help Victims of Domestic Violence, une organisation caritative basée dans la ville et membre du comité directeur de Wiltshire Carers. En 2013, elle achète sa première maison, dans le centre-ville de Chippenham. Elle bat le député libéral-démocrate sortant Duncan Hames avec 26 354 voix (47,6%) à 16 278 (29,4%). 
Avant le référendum de 2016, Donelan est opposée à ce que le Royaume-Uni quitte l'Union européenne. 
En juin 2017, elle est réélue député de Chippenham avec 31 267 voix (54,7%) contre 14 637 voix (25,6%) pour les libéraux-démocrates. 
Elle est nommée whip adjoint en 2018 et whip du gouvernement en juillet 2019. En septembre 2019, elle est nommée sous-secrétaire parlementaire pour l'enfance pour le temps du congé de maternité de Kemi Badenoch. 
Lors des élections générales de décembre 2019, elle est réélue députée de Chippenham avec 30994 voix (54,3%) à 19706 voix (34,5%) pour les libéraux-démocrates. 